# Pinzona
Pinzona é um género botânico pertencente à família Dilleniaceae.

## Espécies
- Pinzona calineoides Eichler
- Pinzona coriacea Mart. & Zucc.

1. ↑  «Pinzona — World Flora Online». www.worldfloraonline.org. Consultado em 19 de agosto de 2020